# Foreste miste balcaniche
Le foreste miste balcaniche sono un'ecoregione dell'ecozona paleartica (codice ecoregione: PA0404).

## Territorio
L'ecoregione delle foreste miste balcaniche copre gran parte della Bulgaria, con l'esclusione dei monti Rodopi, a loro volta caratterizzati dalla foresta mista dei Rodopi, si espande inoltre su alcune zone meridionali della Romania, della Serbia, la Macedonia del Nord, la Grecia e la parte europea della Turchia, In genere, sia tra la flora che tra la fauna, la biodiversità è spiccata e si presentano numerose specie endemiche. 
Il clima è temperato mite, della classe Cfb secondo la classificazione dei climi di Köppen, con buon regime pluviometrico distribuito su tutto l'anno con un picco all'inizio dell'estate (500-600 mm/anno in media) e estati calde.

## Flora

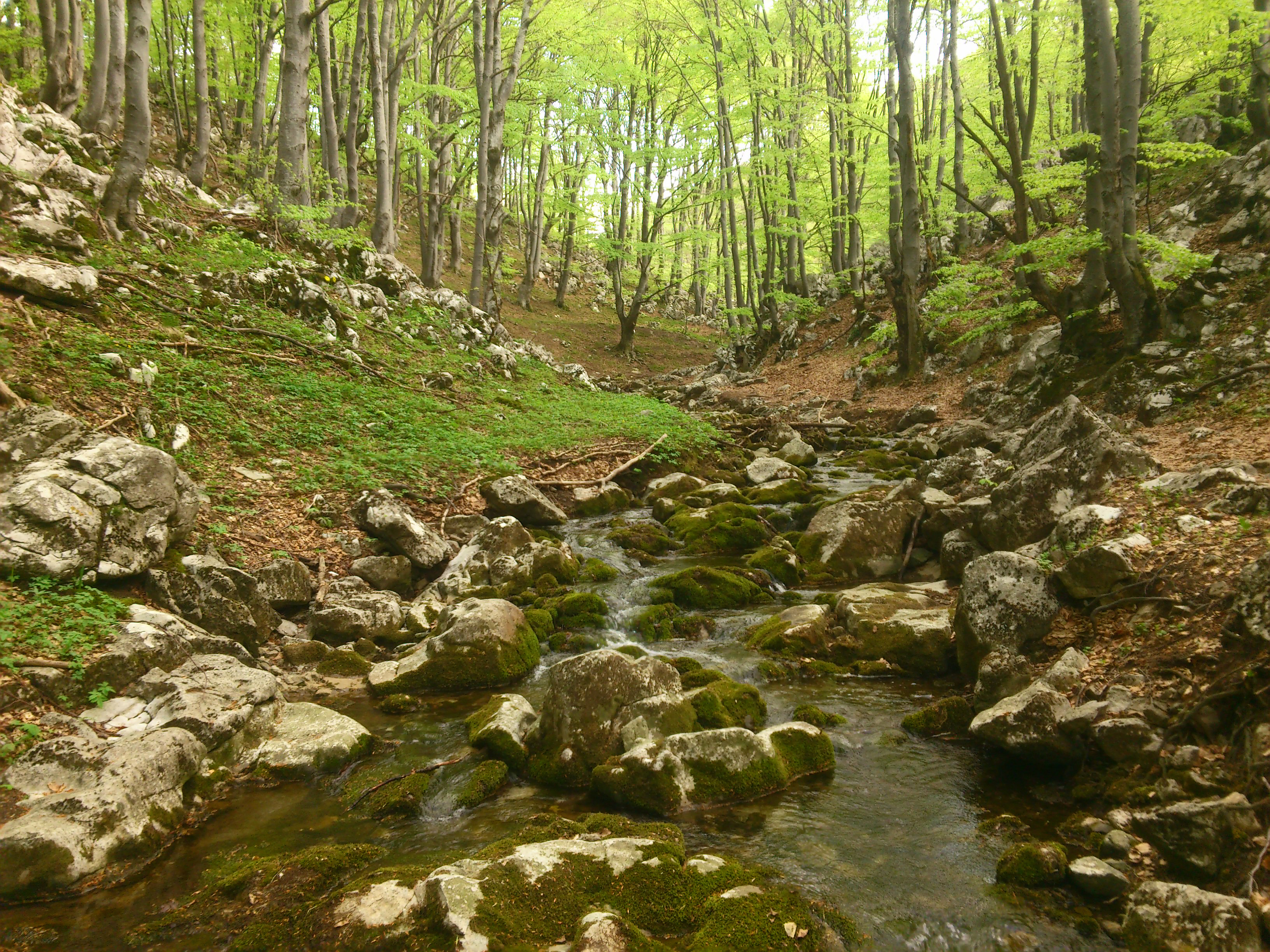
La faggeta sopra la cascata di Borov kamyk

La flora è tipicamente centroeuropea, piuttosto diversificata se comparata con il resto dell'Europa. 

Le foreste miste di quercia sono comuni, e il farnetto (Quercus frainetto) è la specie dominante. Tra le querce, si trovano altre specie intramezzate, quali il pino (Pinus), l'abete bianco (Abies alba) e l'abete rosso (Picea abies). Le valli più alte e ombrose sono coperte dal faggio (Fagus sylvatica)) e carpino orientale (Carpinus orientalis).

## Fauna
L'ecosistema è molto diversificato, in particolare, i rettili presentano una spiccata biodiversità.  la vipera, la biscia, il ramarro, la testuggine. Tra i mammiferi si trovano
l orso bruno, il lupo, il capriolo, il cervo nobile, e il daino i mammiferi più piccoli sono la volpe, la lince, il gatto selvatico, la donnola, la faina, la martora il riccio,  il furetto introdotto in tempi storici, tra gli uccelli che vivono nelle foreste vi sono il gufo, l allocco, il barbagianni, il picchio, e il gallo cedrone, tra gli anfibi e molto comune la salamandra pezzata che frequenta le zone più umide delle foreste e dei boschi (in particolare quello di latifoglie)

## Conservazione

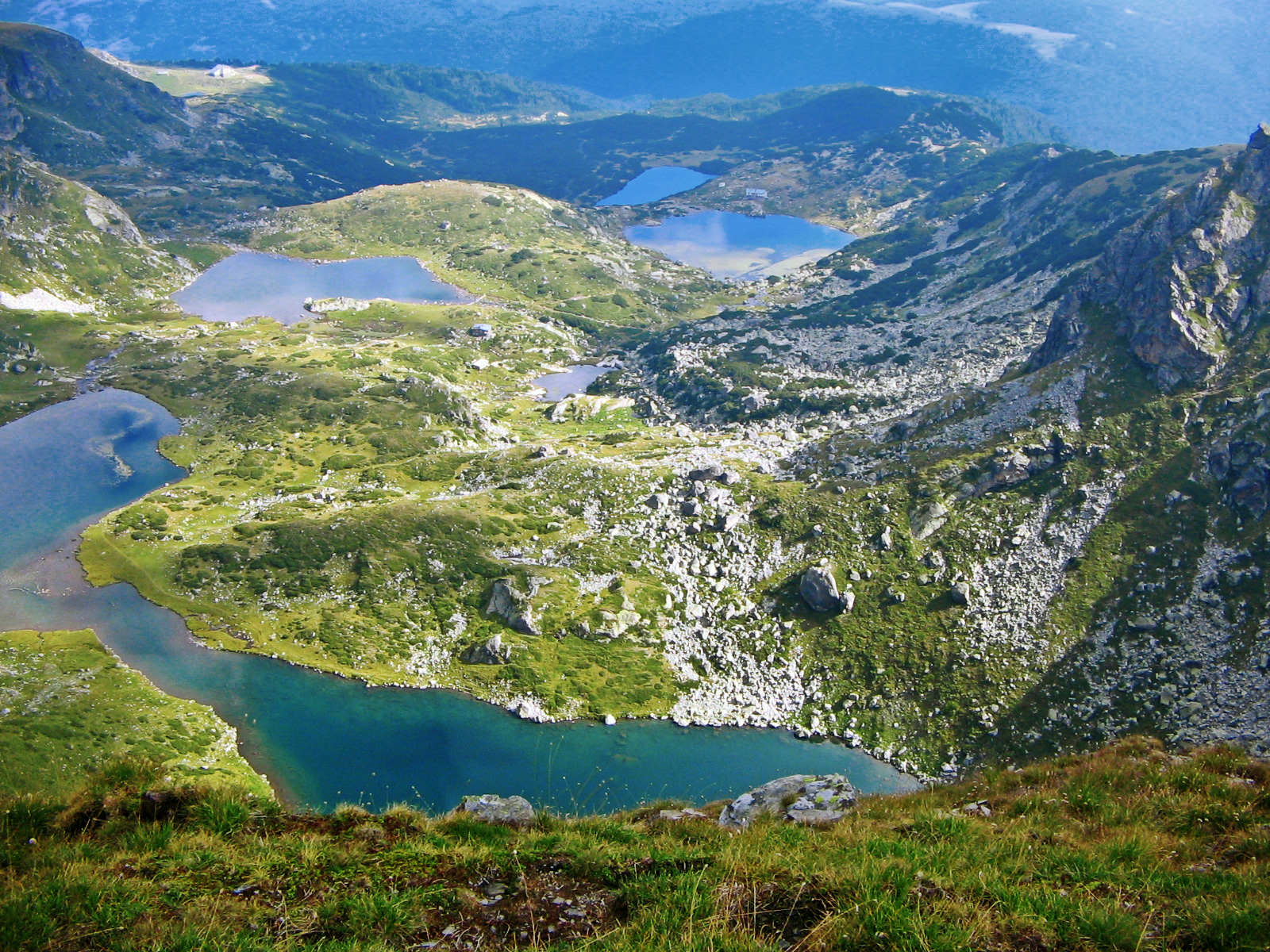
Vista del parco nazionale di Rila

L'ecoregione ospita una fitta rete di aree protette e quattro specie considerate a rischio: il falco sacro (Falco cherrug), il capovaccaio (Neophron percnopterus); il gobbo rugginoso (Oxyura leucocephala) e la lucertola di Creta (Podarcis cretensis).